# 2022 Winter SM Town: SMCU Palace
2022 Winter SM Town: SMCU Palace (estilizado como 2022 Winter SMTOWN: SMCU PALACE) es el décimo álbum navideño de SM Town, lanzado por SM Entertainment el 26 de diciembre de 2022. El álbum incluye diez canciones que presentan diversas colaboraciones entre los artistas del sello. Para apoyar su lanzamiento, se publicaron dos sencillos: «Beautiful Christmas», que se lanzó como el primer sencillo el 14 de diciembre de 2022, y «The Cure», que fue presentado como el segundo sencillo el 1 de enero de 2023 durante el concierto en línea gratuito anual SM Town Live 2023: SMCU Palace, realizado en Kwangya.

## Antecedentes y lanzamiento
El concepto del álbum es una continuación de su predecesor, 2021 Winter SM Town: SMCU Express (2021), en el que el «SMCU Palace» se presenta como un lugar ubicado en el mundo ficticio del universo SM Culture, Kwangya. SM Entertainment lo describe como una fusión de colaboraciones entre artistas que no se verían en ningún otro contexto. El álbum, que incluye varias colaboraciones entre los artistas del sello, fue lanzado el 26 de diciembre de 2022. El sencillo principal, «Beautiful Christmas», una colaboración entre Red Velvet y Aespa, se lanzó el 14 de diciembre de 2022, doce días antes de la publicación del álbum. Posteriormente, se lanzó «The Cure», una colaboración de Kangta, BoA y los líderes de todos los grupos de SM, como el segundo sencillo.
Un total de 58 artistas del sello participaron en el álbum, incluyendo a Kangta, BoA, TVXQ, Super Junior (excepto Heechul entre los miembros activos), Taeyeon y Hyoyeon de Girls' Generation, SHINee (excepto Taemin), EXO (excepto Lay, Baekhyun y D.O.), Red Velvet, NCT (excepto Lucas), Aespa y los DJs de ScreaM Records: Ginjo (exmiembro de TraxX), Raiden, Imlay y Mar Vista.

## Lista de canciones
| N.º   | Título | Letras                      | Música                                                                                                  | Arreglo                                                     | Duración |  |
| 1.    | «Welcome to SMCU Palace» (interpretada por SM Classics Town Orchestra)                                              |                             | Park In-young                                                                                           |                                                             | 2:09     |  |
| 2.    | «The Cure» (interpretada por Kangta, BoA, U-Know, Leeteuk, Taeyeon, Onew, Suho, Irene, Taeyong, Mark, Kun y Karina) | Hwang Yu-bin, Taeyong, Mark | David Zandén, Eirik Røland, Jacob Alm, Pär Löfqvist                                                     | Olof Peter Markensten, Zandén, Alm, Joel Eriksson, Löfqvist | 3:40     |  |
| 3.    | «Hot & Cold» (온도차; Ondocha, interpretada por Kai, Seulgi, Jeno y Karina)                                         | Choi Ji-yoon (153/Joombas)  | G'harah "PK" Degeddingseze, Carmen Reece, Andre Merrit, Steve Octave                                    | PK, Reece                                                   | 3:27     |  |
| 4.    | «Beautiful Christmas» (interpretada por Red Velvet y Aespa)                                                         | Kim Jae-won                 | Justin Reinstein, Alysa (@Number K), JJean (@Number K)                                                  | Alysa (@Number K)                                           | 3:29     |  |
| 5.    | «Jet» (interpretada por Eunhyuk, Hyo, Taeyong, Jaemin, Sungchan, Giselle y Winter)                                  | Rick Bridges                | Greg Bonnick, Hayden Chapman, Karin Wilhelmina Eurenius, Jeremy "Tay" Jasper                            | LDN Noise                                                   | 3:27     |  |
| 6.    | «Priority» (interpretada por Max Changmin, Taeyeon y Winter)                                                        | Park So-hyun                | Lewis Jankel, Kate Stewart, Ryan Ashley, Farrah Guenena                                                 | Shift K3Y                                                   | 3:34     |  |
| 7.    | «Time After Time» (원; Won, interpretada por BoA, Wendy y Ningning)                                                 | Jeon Ji-eun (8th January)   | Anne Judith Wik, Ronny Svendsen, Nermin Harambašić, Sverre C. Sunde, Andreas Estenstad, Gabriel Brandes | Svendsen, Sunde                                             | 3:02     |  |
| 8.    | «Where You Are» (넌 어디에; Neon eodi-e, interpretada por Ryeowook, Onew, Doyoung, Chenle y Xiaojun)                | MinGtion, Junny             | MinGtion, Junny                                                                                         | MinGtion                                                    | 4:26     |  |
| 9.    | «Happier» (interpretada por Kangta, Yesung, Suho, Taeil y Renjun)                                                   | Kim Anna (PNP)              | Jake Torrey, Andrea Rosario, Alex Bilo, Johnny Simpson                                                  | Simpson, Bilo                                               | 2:42     |  |
| 10.   | «Good to Be Alive» (interpretada por Hyo, Key, Chen, Johnny, Ningning, Ginjo, Raiden, IMLAY y Mar Vista)            | Ga Young (PNP), Sam Carter  | Malia Civetz, Nick Bradley, Lawrent                                                                     | Lawrent, Ginjo, Raiden, IMLAY, Mar Vista                    | 3:22     |  |
| 33:18 | |                             | |                                                             |          |  |

## Posicionamiento en listas

### Listas semanales
| Lista (2022)                       | Mejor posición |
| ---------------------------------- | -------------- |
| Japón (Oricon)                     | 25             |
| Japón (Japanese Digital Albums)    | 18             |
| Japón (Japanese Hot Albums)        | 46             |
| Corea del Sur (Circle Album Chart) | 4              |

### Lista mensual
| Lista (2022)                       | Mejor posición |
| ---------------------------------- | -------------- |
| Corea del Sur (Circle Album Chart) | 7              |

### Lista anual
| Lista (2022)                       | Mejor posición |
| ---------------------------------- | -------------- |
| Corea del Sur (Circle Album Chart) | 89             |

## Certificaciones y ventas
| País          | Organismo certificador | Certificación | Ventas  | Ref. |
| ------------- | ---------------------- | ------------- | ------- | ---- |
| Corea del Sur | KMCA                   | Platino       | 553 966 |      |